# 赤湯観光バス
株式会社赤湯観光バス（あかゆかんこうバス）は、山形県南陽市に本社を置くバス事業者である。
貸切バス事業のほか、路線バスの受託運行も行っている。

## 沿革
- 1987年11月 - 設立。
- 2001年4月1日 - 南陽市北部地区連絡バスの受託運行開始。
- 2008年4月1日 - 南陽市西部地区連絡バスの受託運行開始。

## 路線バス
南陽市の北部地区連絡バス、及び西部地区連絡バスを受託運行している。
北部地区連絡バス
- 赤湯駅 - 南陽市役所 - 南陽病院前 - 宮内駅前 - 尾島 - 吉野公民館前 - 小滝不動尊前
  - 日曜・祝祭日・第2,4土曜は運休。

西部地区連絡バス
- 南陽病院 - 宮内駅前 - 漆山郵便局前 - 梨郷公民館前 - 総合病院
  - 土曜・日曜・祝祭日・年末年始（12/29～1/3）は運休。